# O'zbekiston Superligasi
La O'zbekiston Superligasi (in uzbeco Ўзбекистон Суперлигаси?; in russo Суперлига Узбекистана?) è la massima divisione del campionato di calcio dell'Uzbekistan. È posto sotto l'egida della Federazione calcistica uzbeka.
Tra i calciatori famosi che hanno militato o militano nella prima divisione uzbeka figurano Server Djeparov, nominato calciatore asiatico dell'anno nel 2008, e Rivaldo, ex giocatore di Barcellona e Milan, che, rescisso il contratto con l'AEK Atene, nel 2008 ha firmato per il Bunyodkor, squadra di Taškent.
La squadra più titolata è il Paxtakor, con 15 titoli.

## Squadre
Stagione 2023.
| Squadra            | Città     | Stadio              | Capienza |
| ------------------ | --------- | ------------------- | -------- |
| AGMK               | Olmaliq   | OKMK Sport Majmuasi | 12 000   |
| Neftchi Fergana    | Fergana   | Fergana             | 20 000   |
| Bunyodkor          | Tashkent  | Nazionale           | 34 000   |
| Buxoro             | Bukhara   | Buxoro Arena        | 22 700   |
| FK Andijon         | Andijan   | Bobur Arena         | 18 500   |
| Turon              | Yaypan    | Uzbekistan Stadium  | 5000     |
| Metallurg Bekabad  | Bekobod   | Metallurg           | 15 000   |
| Nasaf Qarshi       | Karshi    | Markaziy            | 16 000   |
| Navbahor Namangan  | Namangan  | Markaziy            | 22 000   |
| Paxtakor           | Tashkent  | Centrale Paxtakor   | 35 000   |
| Qizilqum Zarafshon | Zarafshon | Yoshlar             | 12 500   |
| Sogdiana Jizzakh   | Yizaj     | Sogdiana            | 11 650   |
| Surkhon Termez     | Termez    | Alpamish            | 6000     |
| Olympic            | Tashkent  | JAR                 | 8500     |

## Partecipazioni per squadra
Sono 40 le squadre ad aver preso parte alle 34 stagioni di Uzbekistan Super League dal 1992 al 2025 (in grassetto le squadre partecipanti alla stagione 2025).
- 34 volte:  Navbahor Namangan,  Paxtakor
- 31 volte:  Neftchi Fergana
- 30 volte:  Buxoro,  So'g'diyona
- 29 volte:  Andijon,  Nasaf Qarshi
- 27 volte:  Metallurg Bekabad
- 26 volte:  Dinamo Samarcanda,  Qizilqum
- 20 volte:  Mash'al
- 19 volte:  Bunyodkor,  Lokomotiv Tashkent,  Surchan Termez
- 18 volte:  Qo'qon 1912,  AGMK Olmaliq
- 16 volte:  Traktor Tashkent
- 13 volte:  Shortan Guzor
- 11 volte:  Do'stlik
- 9 volte:  Xorazm
- 7 volte:  MHSK Tashkent,  Yangiyer
- 6 volte:  Zarafshon
- 5 volte:  Aral Nukus,  Guliston,  Kosonsoy
- 4 volte:  Atlaschi,  Chirchiq
- 3 volte:  Olympic Tashkent,  Qimyogar Chirchiq,  Topalang Sariosiyo
- 2 volte:  Obod,  Semurg Angren,  Turon Yaypan
- 1 volta:  Akademiya Tashkent,  Chilonzor Tashkent,  Sementchi,  Shakhrikhon,  Vobkent,  Uz-Dong-Ju

## Albo d'oro

### O'zbekiston Professional Futbol Ligasi
- 1992:  Neftchi Fergana e  Paxtakor
- 1993:  Neftchi Fergana
- 1994:  Neftchi Fergana
- 1995:  Neftchi Fergana
- 1996:  Navbahor Namangan
- 1997:  MHSK Tashkent
- 1998:  Paxtakor
- 1999:  Do'stlik
- 2000:  Do'stlik
- 2001:  Neftchi Fergana
- 2002:  Paxtakor
- 2003:  Paxtakor
- 2004:  Paxtakor
- 2005:  Paxtakor
- 2006:  Paxtakor
- 2007:  Paxtakor
- 2008:  Bunyodkor
- 2009:  Bunyodkor
- 2010:  Bunyodkor
- 2011:  Bunyodkor
- 2012:  Paxtakor
- 2013:  Bunyodkor
- 2014:  Paxtakor
- 2015:  Paxtakor
- 2016:  Lokomotiv Tashkent
- 2017:  Lokomotiv Tashkent

### O'zbekiston Superligasi
- 2018:  Lokomotiv Tashkent
- 2019:  Paxtakor
- 2020:  Paxtakor
- 2021:  Paxtakor
- 2022:  Paxtakor
- 2023:  Paxtakor
- 2024:  Nasaf Qarshi

## Vittorie per squadra
| Squadra            | Vittorie | Secondo | Anni vittorie                                                                                  |
| ------------------ | -------- | ------- | ---------------------------------------------------------------------------------------------- |
| Paxtakor           | 16       | 6       | 1992, 1998, 2002, 2003, 2004, 2005, 2006, 2007, 2012, 2014, 2015, 2019, 2020, 2021, 2022, 2023 |
| Neftchi Fergana    | 5        | 9       | 1992, 1993, 1994, 1995, 2001                                                                   |
| Bunyodkor          | 5        | 3       | 2008, 2009, 2010, 2011, 2013                                                                   |
| Lokomotiv Tashkent | 3        | 2       | 2016, 2017 2018                                                                                |
| Do'stlik           | 2        | -       | 1999, 2000                                                                                     |
| Nasaf Qarshi       | 1        | 4       | 2024                                                                                           |
| MHSK Tashkent      | 1        | 1       | 1997                                                                                           |
| Navbahor Namangan  | 1        | -       | 1996                                                                                           |
| Nasaf Qarshi       | 1        | -       | 2024                                                                                           |
| Buxoro             | -        | 1       | ---                                                                                            |
| Mash'al            | -        | 1       | ---                                                                                            |

- MHSK Tashkent (precedentemente Pakhtakor-79 Tashkent)
- Do'stlik (precedentemente Politotdel Tashkent Oblast)

## Capocannonieri
| Anno | Capocannoniere          | Squadra                         | Reti |
| 1992 | Valeriy Kechinov        | Paxtakor                        | 24   |
| 1993 | Rustam Do'rmonov        | Neftchi Fergana                 | 26   |
| 1994 | Ravshan Bozorov         | Neftchi Fergana                 | 26   |
| 1995 | Oleg Shatskikh          | Politotdel, / Navbahor Namangan | 26   |
| 1996 | Jafar Irismetov         | Politotdel                      | 23   |
| 1996 | Oleg Shatskikh          | Navbahor Namangan               | 23   |
| 1997 | Jafar Irismetov         | Politotdel                      | 34   |
| 1998 | Igor Shkvyrin           | Paxtakor                        | 22   |
| 1998 | Mirjalol Qosimov        | Paxtakor                        | 22   |
| 1999 | Umid Isoqov             | Neftchi Fergana                 | 24   |
| 1999 | Baxtiyor Hamidullayev   | Andijon                         | 24   |
| 2000 | Jafar Irismetov         | Politotdel                      | 45   |
| 2001 | Umid Isoqov             | Neftchi Fergana                 | 28   |
| 2002 | Bahtiyor Hamidullayev   | Andijon                         | 22   |
| 2003 | Marsel Idiatullin       | Qizilqum                        | 26   |
| 2003 | Shuhrat Mirkholdirshoev | Navbahor Namangan               | 26   |
| 2004 | Shuhrat Mirkholdirshoev | Navbahor Namangan               | 31   |
| 2005 | Anvar Soliyev           | Paxtakor                        | 29   |
| 2006 | Pavel Solomin           | Traktor Tashkent                | 21   |
| 2007 | Ilhom Mo'minjonov       | Bunyodkor                       | 20   |
| 2008 | Server Džeparov         | Bunyodkor                       | 19   |
| 2009 | Rivaldo                 | Bunyodkor                       | 20   |
| 2010 | Alisher Khaliqov        | Neftchi Fergana                 | 13   |
| 2010 | Nosir Otaquziyev        | AGMK Olmaliq                    | 13   |
| 2011 | Miloš Trifunović        | Bunyodkor                       | 17   |
| 2012 | Anvar Berdiev           | Neftchi Fergana                 | 19   |
| 2013 | Oleksandr Pyščur        | Bunyodkor                       | 19   |
| 2014 | Artur Gevorkyan         | Nasaf Qarshi                    | 18   |
| 2015 | Igor Sergeev            | Paxtakor                        | 23   |
| 2016 | Temurkhuja Abdukholiqov | Lokomotiv Tashkent              | 22   |
| 2017 | Marat Bikmaev           | Lokomotiv Tashkent              | 27   |
| 2018 | Esmaël Gonçalves        | Paxtakor                        | 12   |
| 2019 | Dragan Ceran            | Paxtakor                        | 23   |
| 2020 | Dragan Ceran            | Paxtakor                        | 21   |
| 2021 | Dragan Ceran            | Paxtakor                        | 16   |
| 2022 | Dragan Ceran            | Paxtakor                        | 20   |
| 2023 | Dragan Ceran            | Paxtakor                        | 13   |

## Sponsorizzazioni
Dal 1992 ad oggi, la Uzbekistan Super League, ha avuto 2 sponsorizzazioni, le quali sono:
- 1992-2017: Nessun sponsor (Oily Liga)
- 2018: PepsiCo (Pepsi Uzbekistan Super League)
- 2019-in corso: Coca-Cola (Coca-Cola Uzbekistan Super League)